# Núi Kosciuszko
Núi Kosciuszko (tiếng Anh: Mount Kosciuszko; Jagungal) là ngọn núi tại Công viên Quốc gia Kosciuszko. Với độ cao 2.228 mét (7.310 ft) trên mực nước biển, nó là ngọn núi cao nhất Australia (chưa tính phần lãnh thổ bên ngoài). Địa hình này do nhà thám hiểm người Ba Lan Paul Edmund Strzelecki đặt tên để vinh danh danh tướng Ba Lan là Tadeusz Kościuszko, người từng theo giúp quân cách mạng Hoa Kỳ giành độc lập và sau đó lãnh đạo quân đội Ba Lan chống lại quân xâm lăng của Nga hoàng năm 1792.

## Hình ảnh

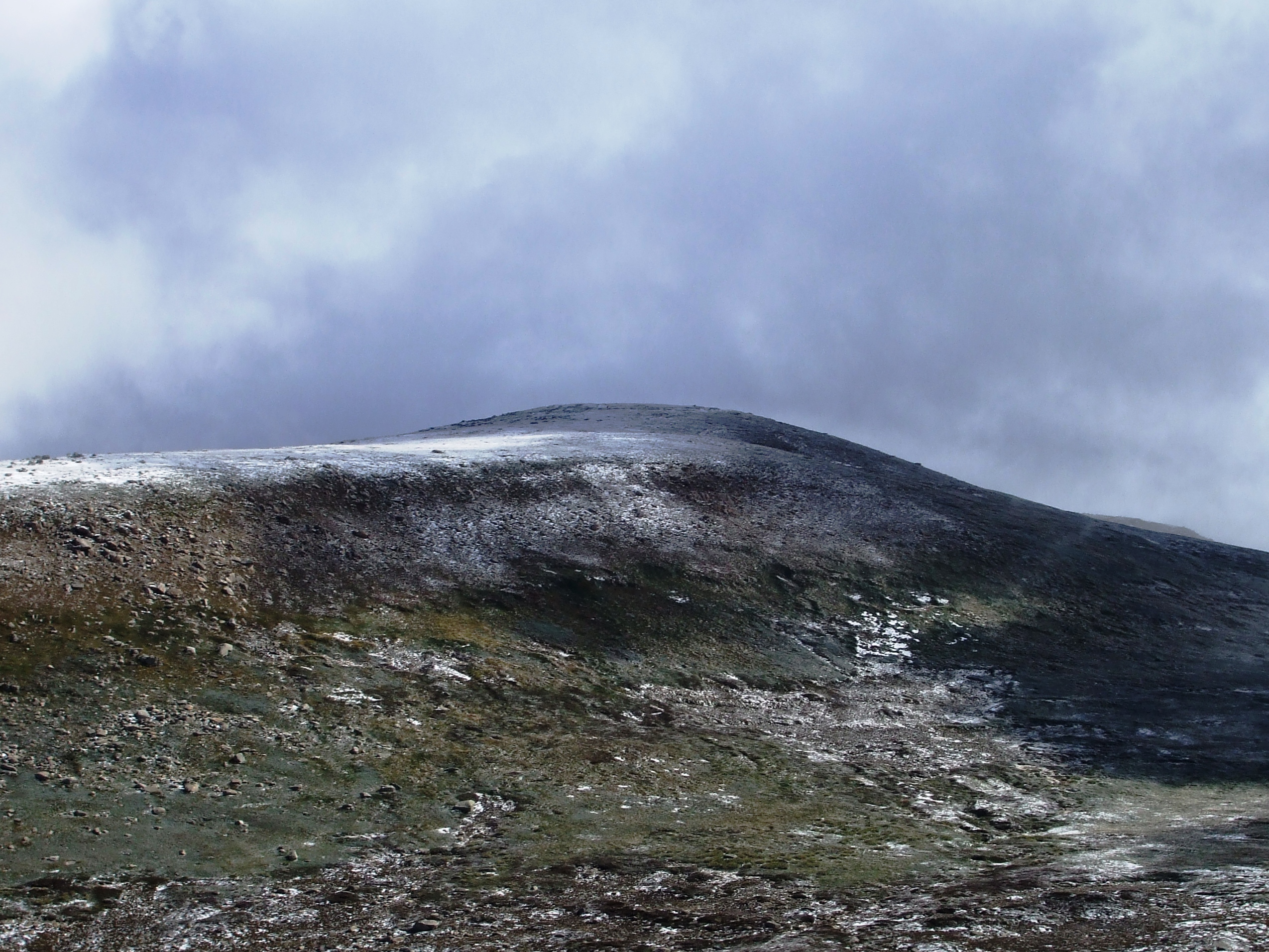
Kosciuszko từ phía nam
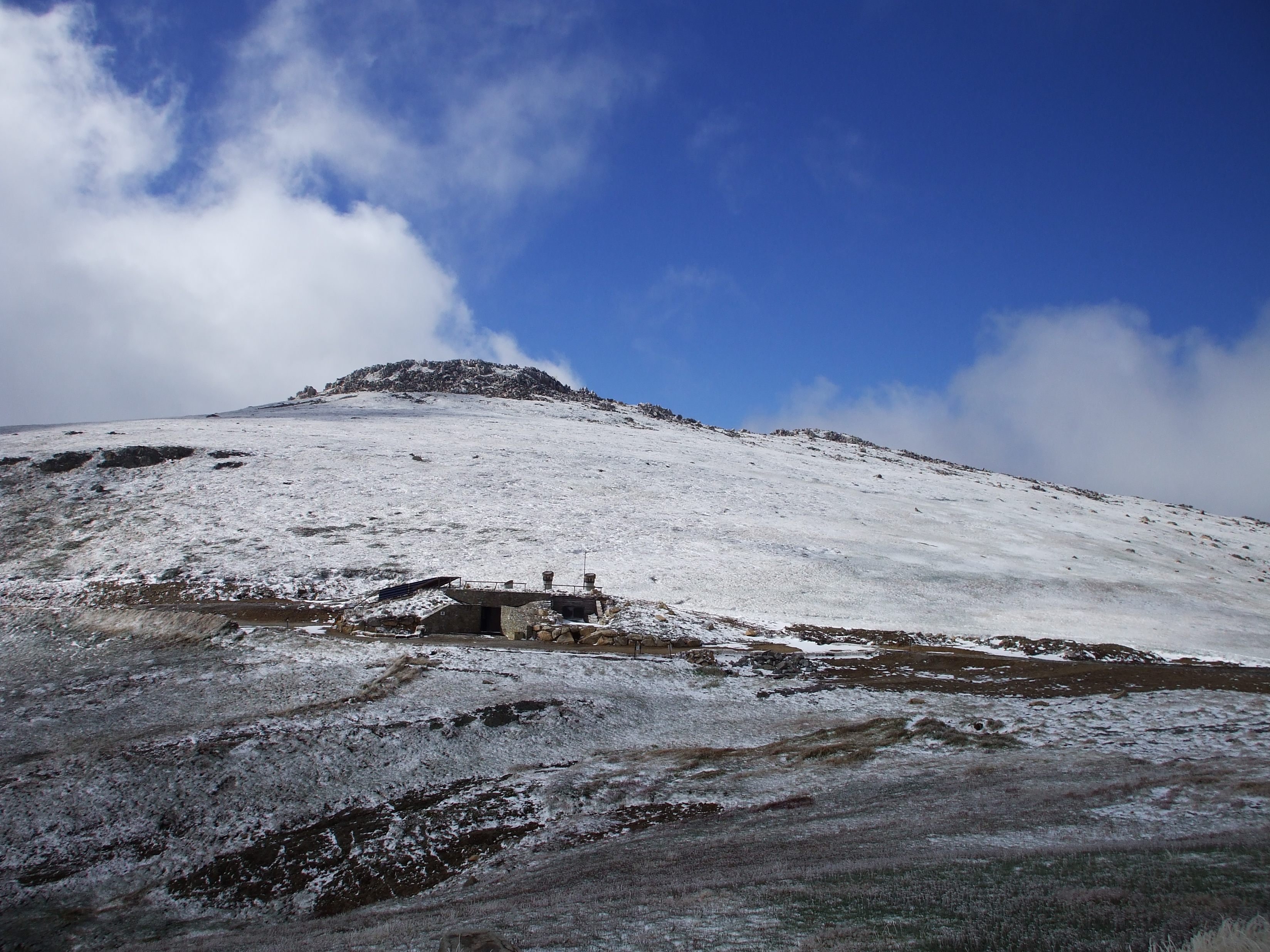
Núi Etheridge từ phía nam
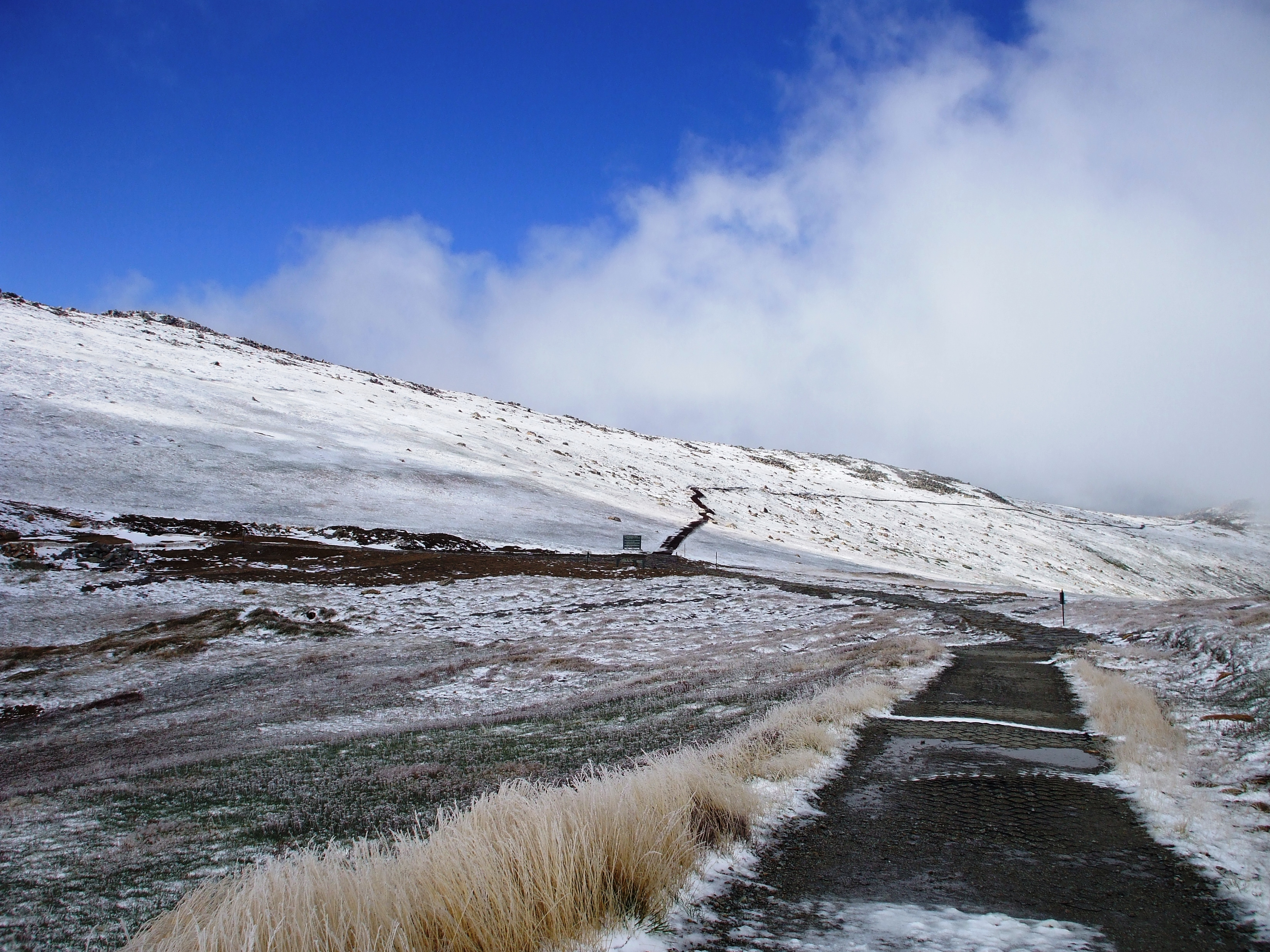
Triền núi phía đông
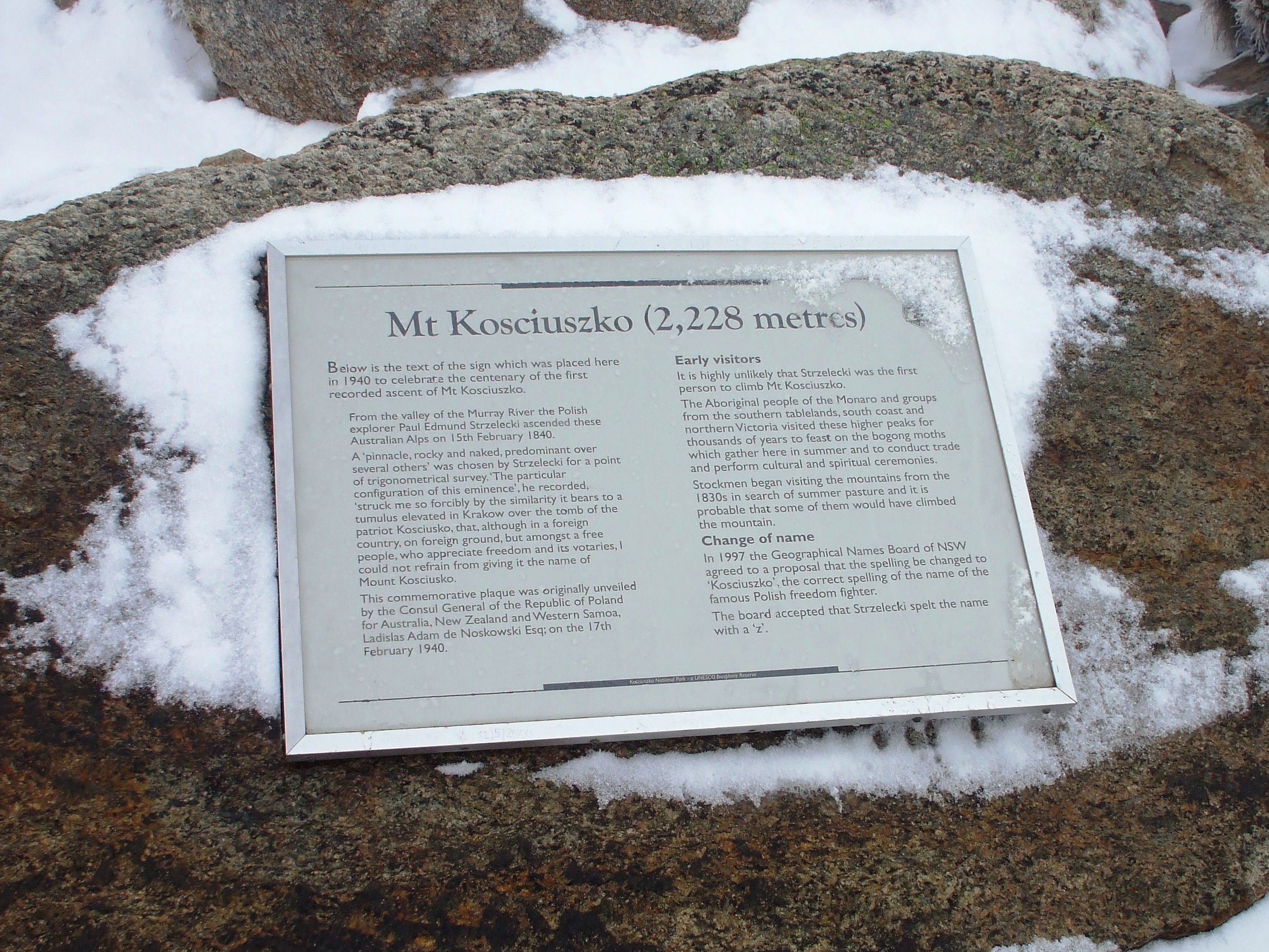
Đỉnh núi với tầm bảng ghi nhận của Nha địa đạc
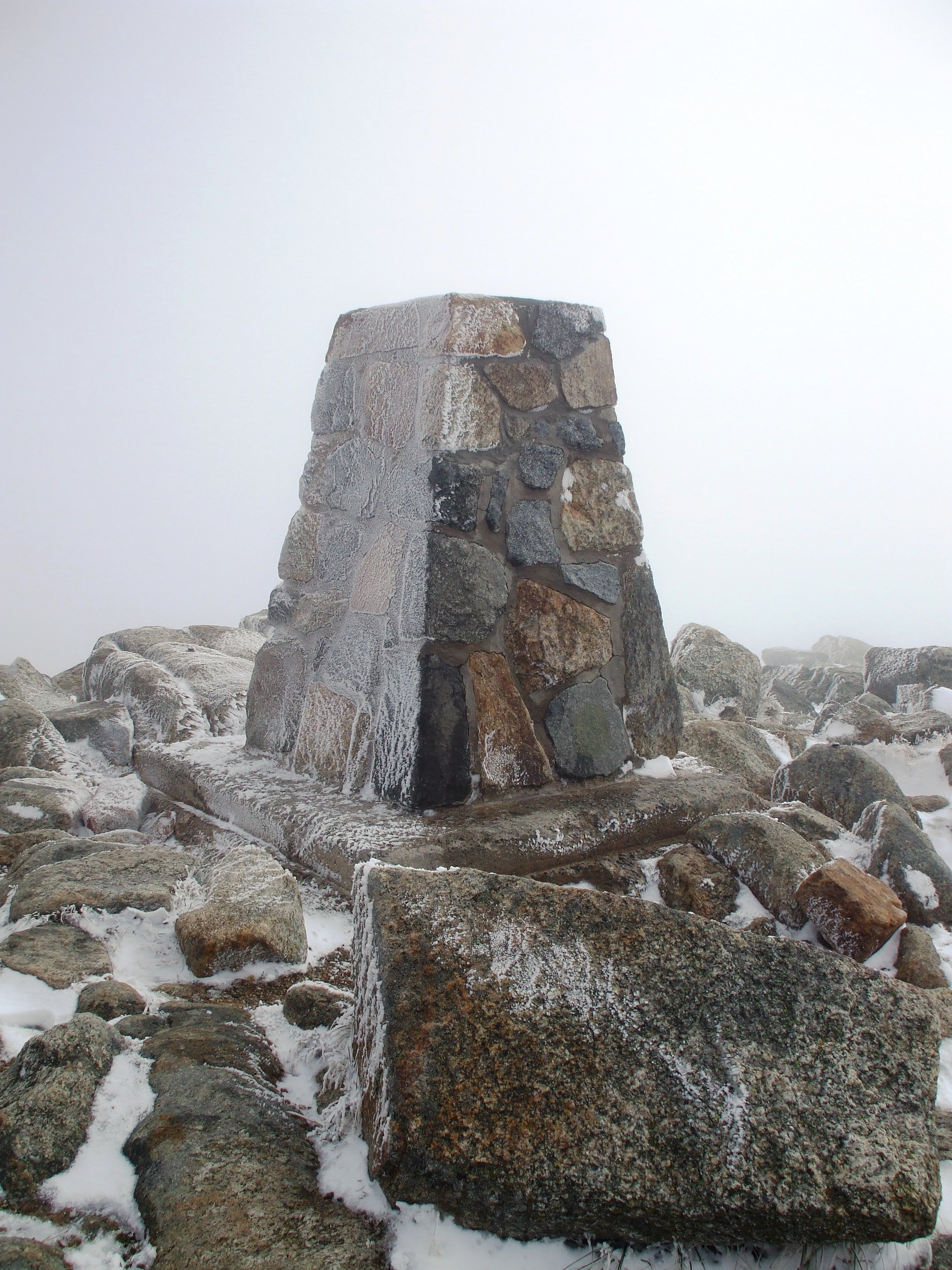
Bệ đá với mốc địa đạc
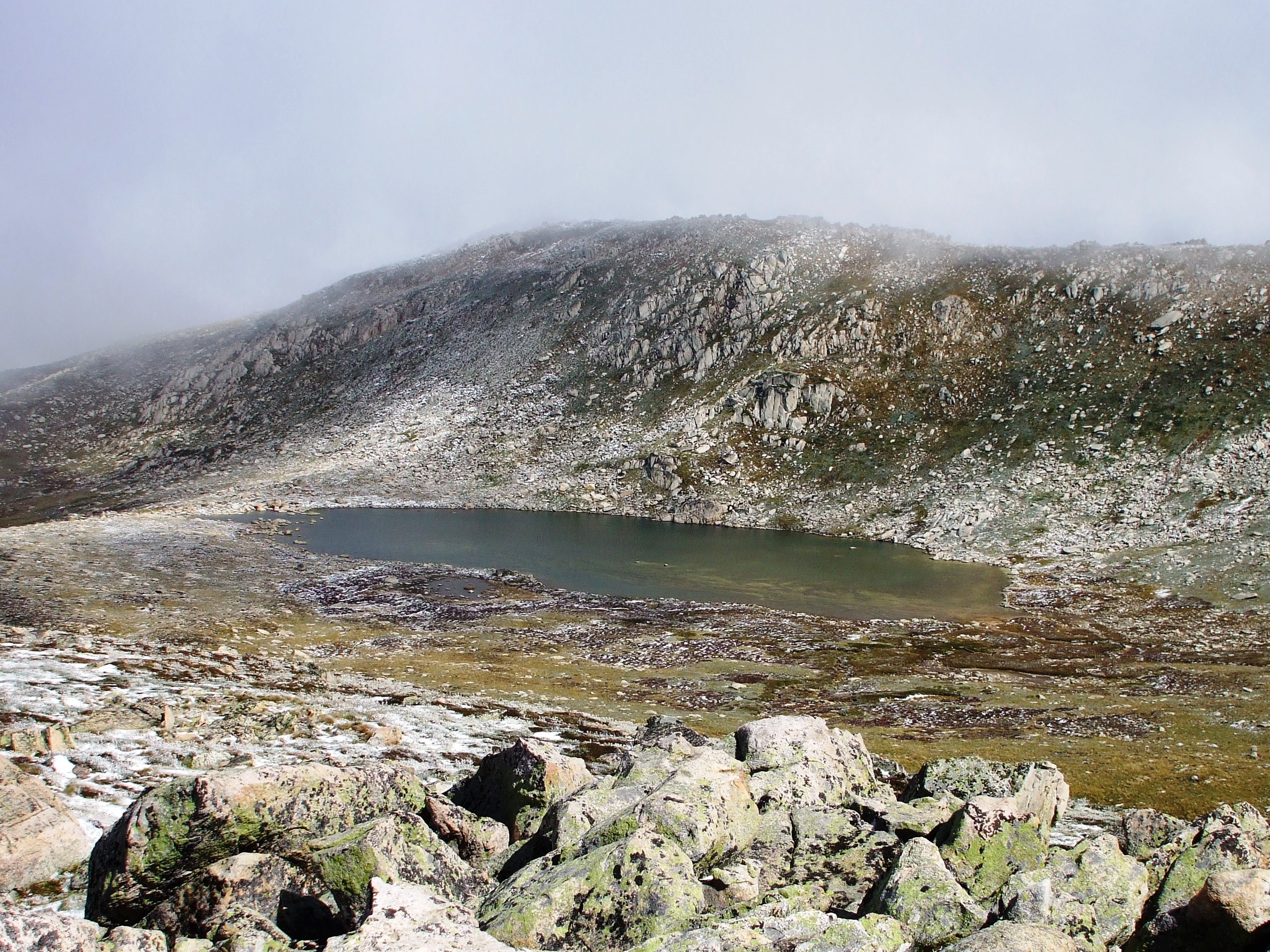
Hồ Cootapatamba, hồ nước cao nhất Úc châu
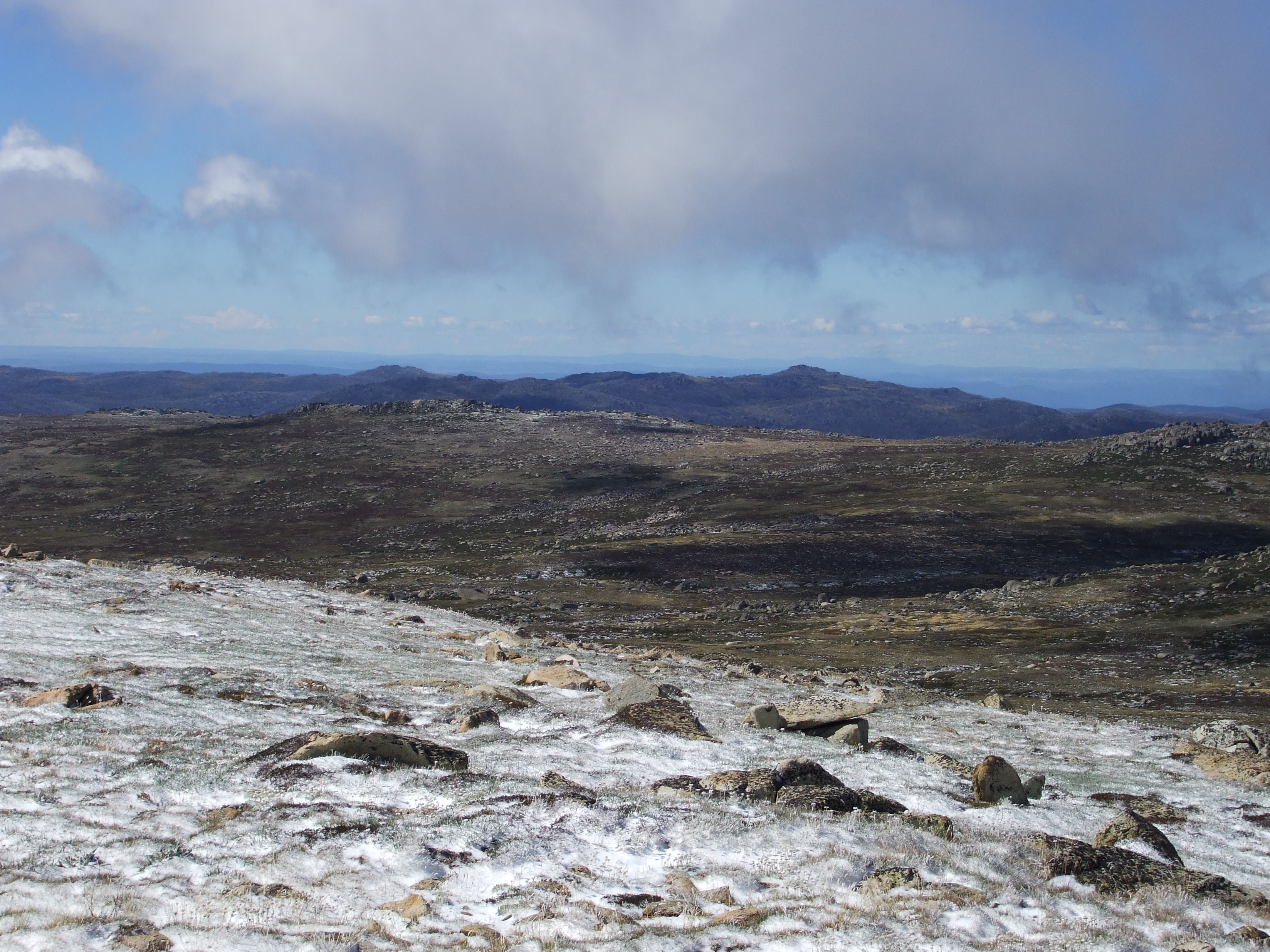
Cảnh núi Kosciuszko trên đường lên đỉnh
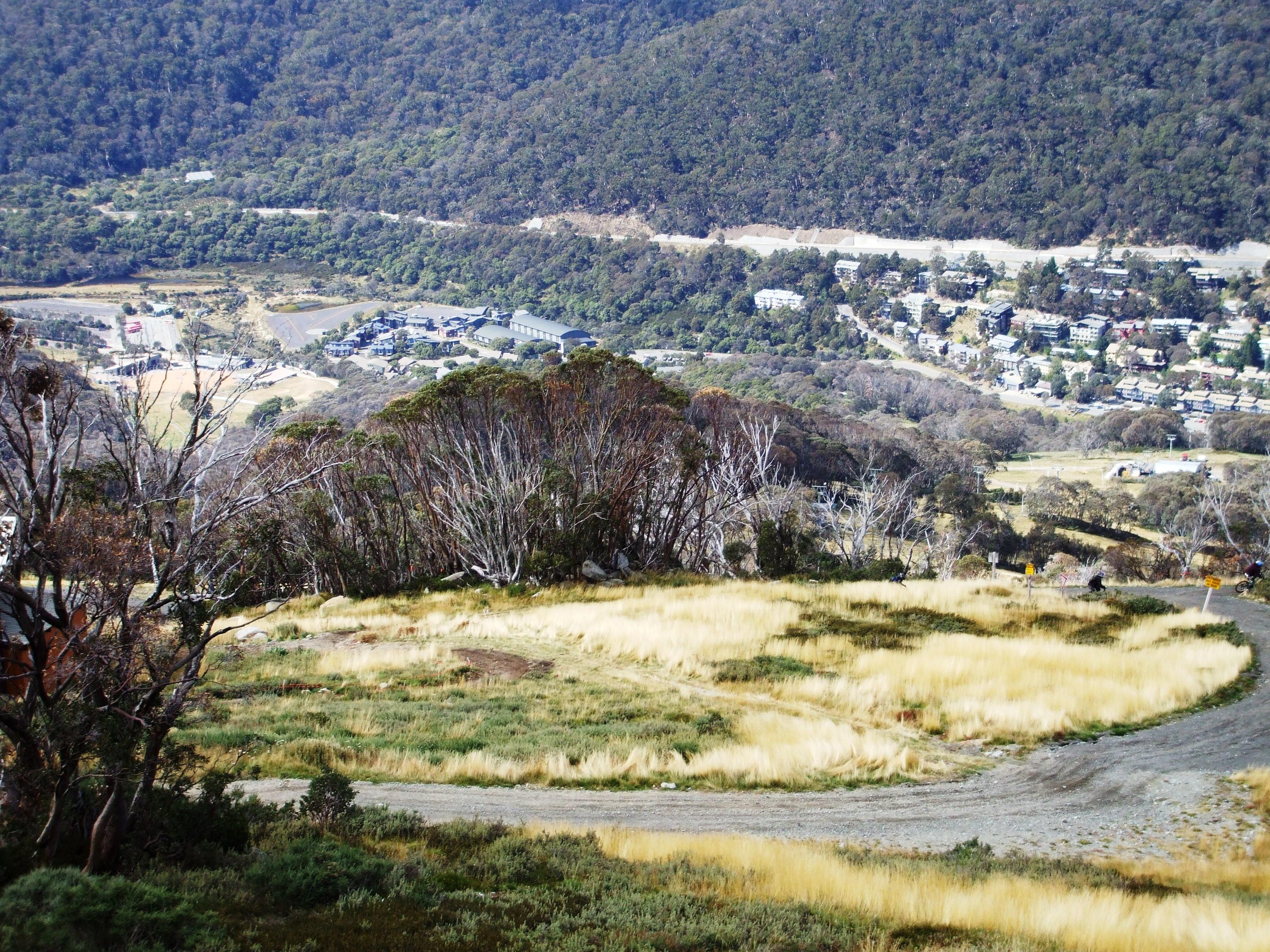
Thredbo từ Australian Alps Walking Track.